# ملعب لوس كارمنس الجديد
ملعب لوس کارمنس (بالإسبانية: Nuevo Estadio de Los Cármenes)‏ ملعب كرة قدم يقع في مدينة غرناطة في إسبانيا ، هو الملعب الخاص لنادي غرناطة الذي يلعب في الدوري الإسباني ، تم  افتتاح الملعب في شهر مايو سنة 1995 ولُعبت أول مباراة في شهر يونيو من ذات العام بمباراة جمعت نادي ريال مدريد الإسباني و باير ليفركوزن الألماني ، خاض علية المنتخب الإسباني عدة مباريات ، يتسع الملعب إلى 23,156 متفرج .